# Port lotniczy An-Nama
Port lotniczy An-Nama (IATA: EMN, ICAO: GQNI) - port lotniczy położony w An-Nama, w regionie Haud asz-Szarki, w Mauretanii.

## Kierunki lotów i linie lotnicze
| Linia Lotnicza      | Kierunek     |
| ------------------- | ------------ |
| Mauritania Airlines | 1. Nawakszut |